# 福井鉄道1形電車
福井鉄道1形電車（ふくいてつどう1がたでんしゃ）は、1923年（大正12年）に登場した福井鉄道の電車である。1968年（昭和43年）までに全車両が廃車された。

## 概要
1923年（大正12年）2月、福武電気鉄道創業に備え3両が梅鉢鉄工所にて新製された。尚、登場当時の形式称号はデハ1形であり、福井鉄道発足後の1947年（昭和22年）に形式称号をモハ1形と改めた。

## 車体・機器[3]
15m級の4輪ボギー車で、ダブルルーフの木造車として製造された。当時の地方私鉄としては大型車両であったが制御方式は直接制御であった。ブレーキは二管式のSMEであり、台車はブリル27MCB-2を使用していた。主電動機はGE製GE-269Cを使用していた。

## 導入とその後の経緯[2][3]
- 1923年（大正12年）2月 - 福武電気鉄道武生新 - 兵営間開業に伴い導入。
- 1933年（昭和8年） - 福井市内線開通に際し、1段の手動ステップが取り付けられる。
- 1947年（昭和22年） - 形式称号をデハ1形からモハ1形に改める。
- 昭和30年代 - モハ1の外板を鋼板に変更。
- 1961年（昭和36年）11月 - モハ2が廃車される。
- 1963年（昭和38年）9月 - モハ3が廃車される。
- 1968年（昭和43年）12月 - モハ1が廃車され、形式消滅となる。